# Machlolophus
Machlolophus (лат.) — род птиц из семейства синицевых. Представителей рода ранее относили к роду Parus, но были перенесены в род Machlolophus, когда Parus был разделён на несколько возрожденных родов после публикации подробного молекулярно-филогенетического анализа в 2013 году. Все представители рода распространены в Азии.
Название рода Machlolophus происходит от др.-греч. Μαχλος — «пышный» и др.-греч. λοφος — «чуб».

## Виды
В состав рода включают пять видов:
| Изображение | Научное название         | Русское название   | Распространение                                                                |
| ----------- | ------------------------ | ------------------ | ------------------------------------------------------------------------------ |
|             | Machlolophus nuchalis    | Белокрылая синица  | юг Индии                                                                       |
|             | Machlolophus holsti      | Тайваньская синица | центр Тайваня                                                                  |
|             | Machlolophus xanthogenys | Индийская синица   | Гималаи на Индийском субконтиненте                                             |
|             | Machlolophus aplonotus   |                    | Индийский субконтинент                                                         |
|             | Machlolophus spilonotus  | Королевская синица | Бангладеш, Бутан, Китай, Гонконг, Индия, Лаос, Бирма, Непал, Таиланд и Вьетнам |